# Histoires divines
Histoires divines est le vingtième tome et le huitième volume de la deuxième série de La Grande Anthologie de la science-fiction.
Préfacé par Gérard Klein, il réunit onze nouvelles et a été publié en 1983.

## Publication
- Gérard Klein (dir.), Histoires divines, Le Livre de poche n°3782, 1983, 477 p., 11 × 16,5 cm  (ISBN 2-253-03152-6).

## Extrait de la préface
« Du point de vue des hommes, la question de savoir si Dieu les a créés ou si l'humanité a créé Dieu demeure pendante. Le point de vue de Dieu ne nous est pas connu de manière certaine. Ou plus exactement, c'est l'affaire de la théologie de découvrir et de transmettre ce qu'Il a à en dire. Il peut sembler singulier que la science-fiction, tout imprégnée de science positive, ait parfois trouvé une source d'inspiration dans la théologie. Mais à y regarder d'un peu plus près, c'est là une rencontre inévitable. D'une part ce genre littéraire n'a jamais hésité à s'emparer des concepts de la métaphysique : ses bornes ordinaires qu'il transgresse joyeusement sont celles du cosmos et le début et la fin des temps ; son ressort dramatique est toujours plus ou moins la théorie, et son ambition première l'explication finale. (…)

Cette anthologie est consacrée à la représentation de dieux variés dans la science-fiction et par conséquent à la prise en considération par certains auteurs de la théologie comme s’il s’agissait d’une science comparable à la physique ou à la biologie, c’est-à-dire caractérisée par des observations et des procédures de vérifications. Il ne sera par contre pas question ici de religions sauf de façon secondaire ou anecdotique.(…) Le volume qu’on va lire retient principalement les représentations d’un démiurge grand ou petit ou ses manifestations directes. »
— Extrait de la préface

## Liste et résumés des nouvelles

### Bonnes nouvelles du Vatican
- Titre original : Good News from the Vatican.
- Auteur : Robert Silverberg.

### L'Étoile
- Titre original : The Star.
- Auteur : Arthur C. Clarke.
- Nouvelle traduite de l’anglais par Luce Terrier, et initialement parue dans Infinity Science Fiction en novembre 1955.
- Nouvelle aussi publiée dans Univers 02  (1975).
- Situation dans le recueil : p. 35 à 44.
- Résumé : 
  - Une expédition humaine envoyée à travers la galaxie a découvert qu'une supernova avait explosé, anéantissant l'intégralité d'un système stellaire. Or ce système abritait une espèce extraterrestre intelligente ayant développé une brillante civilisation.
  - Le narrateur, qui est un jésuite, explique sa confusion philosophique : comment Dieu a-t-il permis l'anéantissement d'une espèce intelligente ? S'agit-il d'un dieu bon, ou d'un dieu mauvais, ou le signe de l'absence de Dieu, ou de tout dieu ?
  - Par ailleurs, le jésuite s'interroge : pourquoi a-t-il fallu que cette supernova fût celle-là même (et ses calculs précis confirment cette information) qui montra la direction de Bethléem aux Rois mages ?

### Voici l’Homme
- Titre original : Behold the Man.
- Auteur : Michael Moorcock.
- Nouvelle traduite de l’anglais par Frank Straschitzde, initialement parue dans New Worlds n°166, septembre 1966.
- Situation dans le recueil : p. 45 à 114.
- Résumé :

### La Bataille
- Titre original : The Battle
- Auteur : Robert Sheckley
- Nouvelle traduite de l’anglais par Frank Straschitz
- Parution initiale dans le magazine If n°19, septembre 1954.
- Situation dans le recueil : p. 115 à 122.
- Résumé : C'est l'Armageddon : les forces du Diable vont s'engager dans l'ultime bataille contre les forces de Dieu. Les humains, pour être certains de gagner contre les hordes innombrables du Mal, ont décidé de confier leur défense à des robots. L'armée de Dieu est donc uniquement composée de robots qui combattent au profit des Hommes. La bataille commence dans les immenses étendues du Sahara. Elle est dure ; elle est âpre ; nul ne sait qui va l'emporter. En fin de compte, une percée dans les rangs du Mal a lieu ; les forces divines mettent en charpie les forces diaboliques ; c'est la victoire, c'est la fin de la Bataille. Alors, les anges arrivent sur le champ de bataille et emportent au Paradis tous les robots, héros de Dieu qui ont combattu pour le Bien contre le Mal. Aucun humain n'ayant combattu sur le champ de bataille, aucun d'eux ne va dans les Cieux !
- Liens externes :
  - Fiche sur iSFdb
  - « Fiche » sur le site NooSFere

### Le Dieu des païens
- Titre original : Heathen God
- Auteur : George Zebrowski
- Nouvelle traduite de l’anglais par Christine Tournierde, initialement parue dans The Magazine of Fantasy & Science Fiction n°236, janvier 1971.
- Cette nouvelle a été proposée au prix Nebula de la meilleure nouvelle courte 1971 sans recevoir le prix.
- Situation dans le recueil : p. 123 à 137.
- Résumé : On a découvert, près d'Antarès IV, un petit être d'environ un mètre de hauteur, qu'on appelle « le gnome ». En réalité, il fait partie d'une espèce extraterrestre ultrapuissante ayant des pouvoirs quasi-divins. Ses collègues l'ont abandonné en lui enlevant tous ses pouvoirs. Il a été fait prisonnier. Un homme politique (Benedict Compton) et un religieux (père Chavez) terriens viennent voir le Gnome pour lui demander des renseignements. Néanmoins à la suite d'un quiproquo, ils sont tous exécutés par les Antariens et la police politique terrienne, qui voyait dans l'entrevue la possibilité d'organiser un coup d'État sur Terre. Le Gnome, qui avait créé le système solaire, est donc exécuté. Avant son exécution il explique qu'il aimait tant les humains, qui au contraire ne l'ont jamais aimé : comme il regrette que cet amour ne fut jamais réciproque…

### Violon d’Ingres
- Titre original : Hobbyist
- Auteur : Eric Frank Russell
- Traduction anonyme de l’anglais, initialement parue dans Astounding Science Fiction n°202, septembre 1947.
- Situation dans le recueil : p. 139 à 191.
- Résumé :

### Snif-Snif
- Titre original : Snuffles
- Auteur : R. A. Lafferty
- Nouvelle traduite de l’anglais par Charles Canet, initialement parue dans Galaxy Magazine n°108, décembre 1960.
- Situation dans le recueil : p. 193 à 228.
- Résumé :

### Le Père
- Titre original : Father.
- Auteur : Philip José Farmer.
- Nouvelle traduite de l’anglais par Michel Deutsch, initialement parue dans The Magazine of Fantasy & Science Fiction n°50, juillet 1955.
- Situation dans le recueil : p. 229 à 335.

### Les Hérétiques du Dieu Colosse
- Titre original : Heresies of the Huge God.
- Auteur : Brian Aldiss.
- Nouvelle traduite de l’anglais par Ronald Blunden, initialement parue dans Galaxy Magazine n°142, août 1966.
- Situation dans le recueil : p. 337 à 353.
- Résumé :

### Le Chant du barde
- Titre original : Goat Song.
- Auteur : Poul Anderson.
- Nouvelle traduite de l’anglais par Michel Deutsch, initialement parue dans The Magazine of Fantasy & Science Fiction n°249, février 1972.
- Situation dans le recueil : p. 355 à 404.
- Résumé :

### Car je suis un peuple jaloux
- Titre original : For I Am a Jealous People !.
- Auteur : Lester del Rey.
- Nouvelle traduite de l’anglais par Bruno Martin, initialement parue dans Star Short Novels, 1954.
- Situation dans le recueil : p. 405 à 468.
- Résumé :